# Sylvirana maosonensis
Sylvirana maosonensis es una especie de anfibio anuro de la familia Ranidae.

## Distribución geográfica
Esta especie se encuentra en:
- el este de Laos, en las provincias de Khammouane y Borikhamxay;
- la mitad norte de Vietnam;
- China en el sur de Guangxi.[3]

## Etimología
El nombre de la especie está compuesto de maoson y del sufijo latino -ensis que significa "que vive, que habita", y le fue dado en referencia al lugar de su descubrimiento, el Monte Mẫu Sơn.

## Publicación original
- Bourret, 1937 : Notes herpétologiques sur l'Indochine française. XIV. Les batraciens de la collection du Laboratoire des Sciences Naturelles de l'Université. Descriptions de quinze espèces ou variétés nouvelles. Annexe Bulletin de l'Institut publique Hanoi, p. 5-56.[4]